# Pro Pinball: The Web
Pro Pinball: The Web – gra komputerowa typu pinball stworzona przez studio Cunning Developments i wyprodukowana przez Empire Interactive w 1995 roku. Jest ona pierwszą grą z serii Pro Pinball i nawiązuje tematyką do fantastyki naukowej.
The Web wyróżnia się za sprawą grafiki prerenderowanej ze złożonego modelu trójwymiarowego, wskutek której była bardziej dopracowana od innych jej współczesnych gier typu pinball; zawierała też nowoczesny wówczas silnik fizyki. The Web wspiera rozdzielczość ekranu 1024x768 z 32 768 kolorami; jej edycja pudełkowa zawierała płytę CD ze ścieżką dźwiękową.